# Karol Karliński
Karol Karliński właśc. Karol Knake-Zawadzki (ur. 15 listopada 1882 w Płocku, zm. 22 lipca 1929 w Wilnie) – polski aktor teatralny i filmowy, dyrektor teatrów.

## Życiorys
Był synem Stanisława Knake-Zawadzkiego i Marii z Mańkowskich. Jego bratem był aktor Marian Mariański, zaś małżonką - Stanisława Karlińska, śpiewaczka i aktorka. Na scenie teatralnej debiutował w 1902 roku w Teatrze Ludowym w Krakowie. W zespole tym grał do 1904 roku, a następnie występował w krakowskim Teatrze Miejskim (1905). W kolejnych latach występował w Kaliszu (1906) oraz w zespołach kierowanych przez ojca, m.in. w Wilnie (1906-1907). W latach 1908–1914 występował w Warszawie: w Warszawskich Teatrach Rządowych oraz w Teatrze Bagatela. W międzyczasie (druga połowa 1910 roku) grał również w krakowskim Teatrze Ludowym.
Podczas I wojny światowej odbył służbę wojskową w armii carskiej. Po jej zakończeniu kierował teatrem na warszawskim Dynasach (1918/1919). Następnie grał w Teatrze Rozmaitości, a podczas wojny polsko-bolszewickiej prowadził zespół teatru żołnierskiego (frontowego) YMCA, występujący m.in. w Równem, Żytomierzu i Kijowie. W kolejnych latach występował w Warszawie (Teatr Maska 1921-1922, Teatr Polski 1927-1928), Grodnie (Teatr Miejski 1922-1923) oraz Wilnie (1928-1929).
Został pochowany na warszawskim Cmentarzu ewangelicko-augsburskim.

## Filmografia
- Sąd Boży (1911)
- Dzieje grzechu (1911)
- Wykolejeni (1913) - Józek
- Grzech (1913)
- Niewolnica zmysłów (1914)
- Zaczarowane koło (1915)
- Dla ciebie, Polsko (1920) - dowódca polskiego oddziału
- Na jasnym brzegu (1921) - student Kresowicz